# تورنیتین
تورنیتین (انگلیسی: Turnitin) در سال ۱۹۹۷ تأسیس شده‌است. دانشگاه‌ها و دبیرستان‌ها، معمولاً مجوزهای استفاده از این نرم‌افزار را به عنوان یک وب سایت سرویس (SaaS) خریداری می‌کنند که اسناد ارسالی را بر اساس پایگاه داده خود و محتوای وب سایت‌های دیگر با هدف شناسایی سرقت ادبی بررسی می‌کند. نتایج می‌تواند شباهت‌ها را با منابع موجود شناسایی کند، و همچنین می‌تواند در ارزیابی تکوینی برای کمک به دانش آموزان برای جلوگیری از دزدی ادبی و بهبود نوشتار استفاده شود.
دانش آموزان ممکن است ملزم به ارسال کار به Turnitin به عنوان یک شرط گذراندن یک دوره یا کلاس خاص باشند. این نرم‌افزار محل بحث و مجادله بوده‌است، با این استدلال که نیاز به تسلیم به معنای فرض گناه است، برخی از دانشجویان از ارائه آن خودداری می‌کنند. برخی از منتقدان ادعا کرده‌اند که استفاده از این نرم‌افزار اختصاصی نقض حریم خصوصی آموزشی و همچنین قوانین بین‌المللی مالکیت معنوی است و با ذخیره دائمی آنها در بانک اطلاعاتی خصوصی تورنیتین، از کارهای دانشجویان برای اهداف تجاری سوءاستفاده می‌کند.
Turnitin، وب سایت اطلاعاتی Plagiarism.org را نیز اداره می‌کند و خدمات تشخیص سرقت علمی مشابهی را برای سردبیر روزنامه‌ها و ناشران کتاب و مجله به نام iThenticate ارائه می‌دهد. از دیگر ابزارهای همراه مجموعه Turnitin می‌توان به GradeMark (درجه‌بندی آنلاین و بازخورد اصلاحی) و PeerMark (سرویس بررسی همکار دانشجویی) اشاره کرد.